# Goldthorpe
Goldthorpe ist ein englisches Dorf in South Yorkshire.
Das Dorf liegt in der Bergbaugegend Dearne Valley. Während des Bergarbeiterstreiks starben 1984 in Goldthorpe zwei Jugendliche. In Goldthorpe schloss 1994 die letzte Mine der Region. Überregional wurde das Dorf bekannt, als im April 2013 zum Tod Margaret Thatchers eine Spott-Beerdigung begangen wurde.
Nach diesem Ort benannte der Züchter Ferdinand Heine 1889 die Gerstensorte »Heines Goldthorpe«.